# キンメリア人

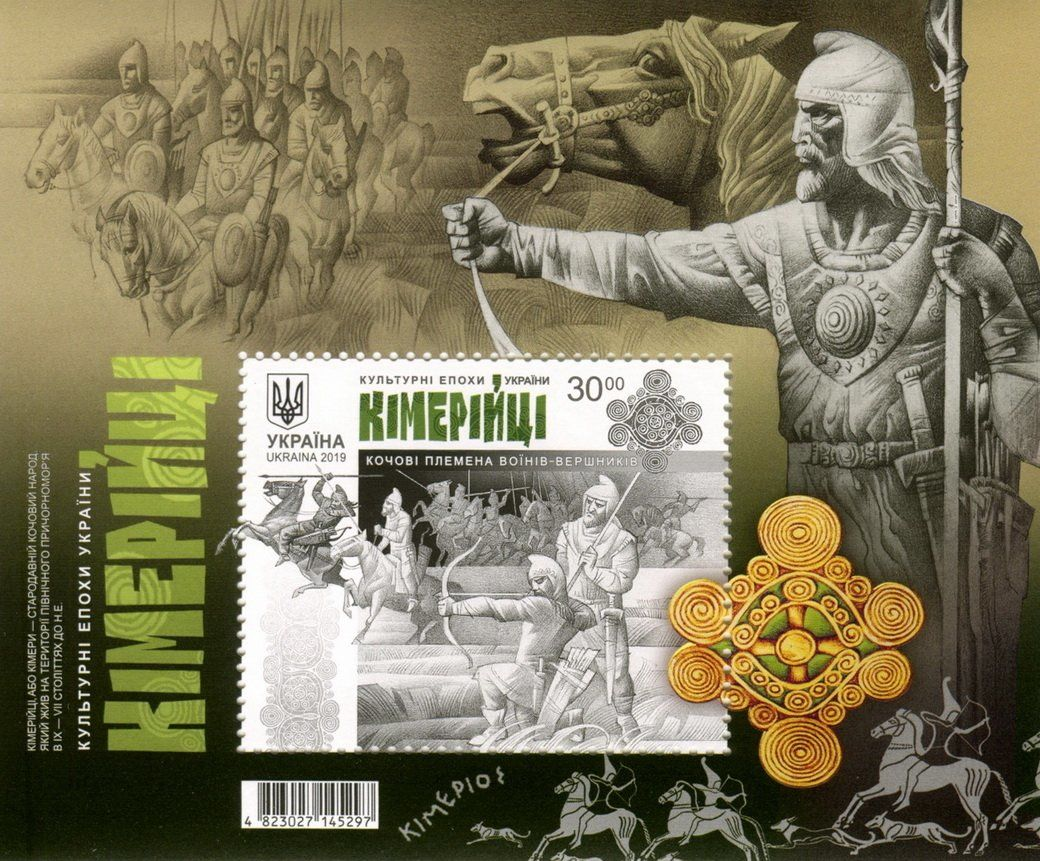
ウクライナの切手(2019年)

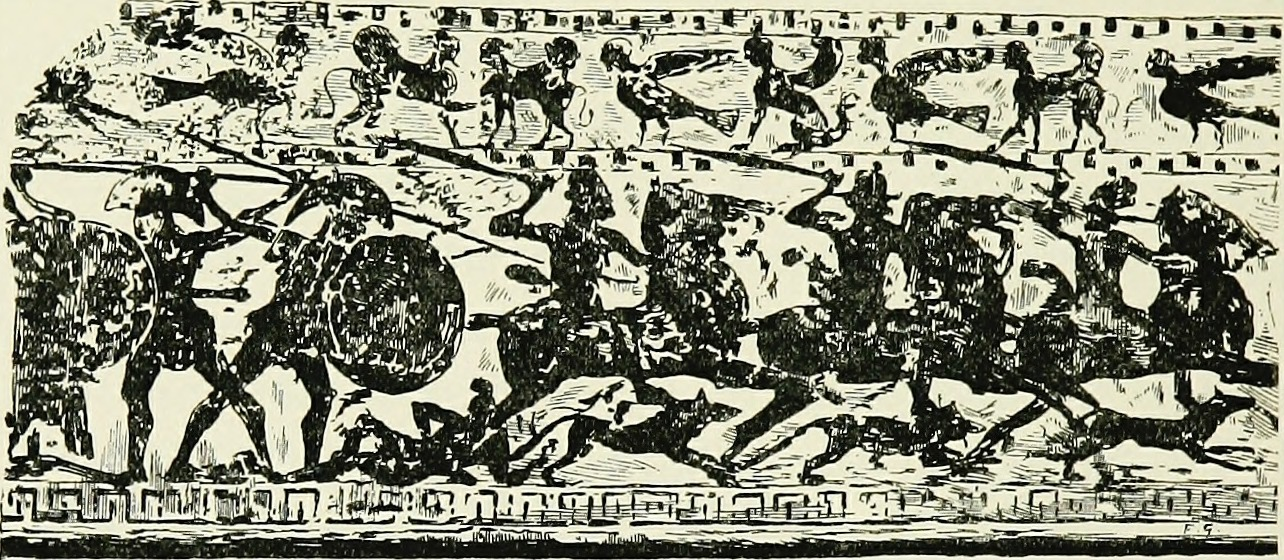
敵の騎馬を襲うよう訓練をした犬を引き連れたキンメリア人とギリシア人の戦いを描いたクラゾメナイ産の石棺の絵

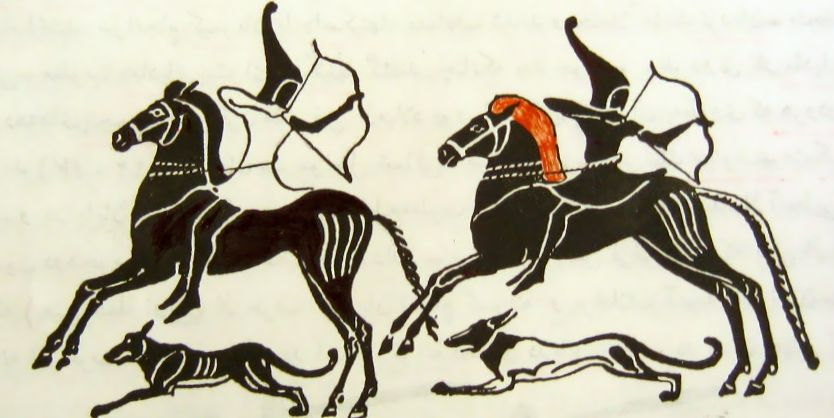
キンメリア人が行う狩猟の様子。ギリシアの花瓶から

キンメリア人（キンメリアじん、英語: Cimmerians, Kimmerians, 古代ギリシア語: Κιμμέριοι）は、紀元前9世紀頃に南ウクライナで勢力をふるった遊牧騎馬民族。ギリシア語ではキンメリオイと呼ばれる。そのため、彼らの住む地域（南ウクライナ）はキンメリアと呼ばれた。

## 歴史

### キンメリア
キンメリア人の住地すなわち「キンメリア」は現在の南ウクライナにあたる。それを思わせる記述がヘロドトスの『歴史』、ストラボンの『地理誌』に記されている。
ストラボンの時代、現在のケルチ海峡はキンメリオス・ボスポロス海峡と呼ばれていた。その様子と名の由来をヘロドトスとストラボンは以下のように記している。

### スキタイの西進によるキンメリア人の南下
スキタイは初めアジアの遊牧民であったが、マッサゲタイ（一説ではイッセドネス人）に攻められた結果、アラクセス（ヴォルガ）川を渡ってキンメリア地方（黒海北岸）に移り、そこにいたキンメリア人を追い払って代わりに住みついた。この時、キンメリア人はスキタイ襲来に先立ち、王族側の徹底抗戦派と民衆側の逃走派に分かれていたが、王族側が国土をすてて逃走するより祖国で死んだ方がいいということで、全員殺し合って死亡した。残った民衆側は王族たちの遺骸を埋葬すると、海岸沿いに逃げてアジアに入り、スィノプのある半島に落ち着いた。スキタイはキンメリア人を追ってカフカス山脈を右手にしつつ南下したが、道を誤ってメディアの地に侵入した。

### アナトリア侵入後
ストラボンのこの記述によれば、キンメリア人は紀元前695年にアナトリア中西部のフリュギア王国のミダス王を自殺に追い込み、紀元前670年～紀元前660年代初めにはアナトリア西部のリュディア王国の都サルディスを一時占拠した。

### アッシリア史料における「ギミッラーヤ」

キンメリア人の進路（ピンク）と周辺国（水色がコルキス王国、黄色がウラルトゥ王国、紫が新アッシリア王国）。 715-713 BC

前8世紀末～前7世紀のものとされる新アッシリア時代の楔形文字碑文および粘土板に、「ギミッラーヤ」（もしくはガメラーヤ）と呼ばれる集団が記されている。音声上の類似からこれをキンメリア人に比定されている。

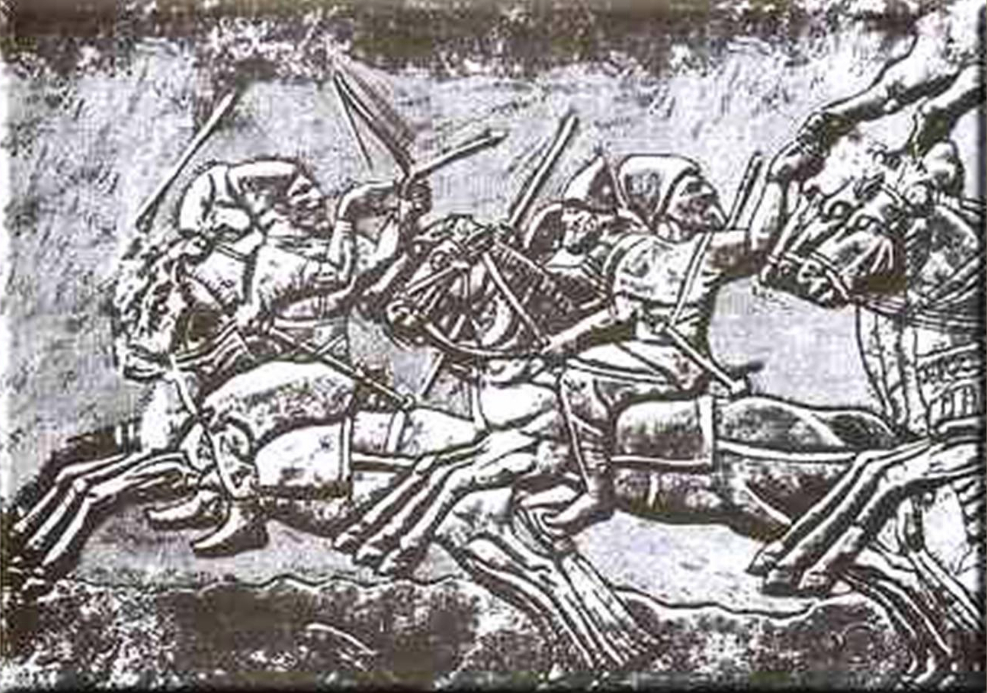
キンメリアの騎馬戦士を描いたアッシリアのレリーフ

紀元前714年頃、ギミッラーヤがウラルトゥの王を破ったという情報がアッシリアにもたらされた。これによりアッシリアのサルゴン2世はウラルトゥに遠征し、勝利をおさめるが、征服には至らなかった。紀元前705年、ギミッラーヤがアナトリアに侵入したため、サルゴン2世は再び遠征を行ったが、その途中で陣没してしまう。紀元前679年～紀元前676年頃、サルゴン2世の孫にあたるエサルハドンはキリキア地方でギミッラーヤの首長テウシュパとその軍勢を撃ち破り、祖父の仇を討った。
紀元前650年～紀元前645年頃、リュディアの王ググ（ヘロドトスのいう「ギュゲス」）がギミッラーヤに攻められ、アッシリアに援軍を求めたが、間もなく殺され、その墓も略奪された。この頃のギミッラーヤの王はアッシリア史料で「ドゥグダッメ」と記されているが、これはストラボンが上記で記す「リュグダミス」のことと考えられている。この後ドゥグダッメがアッシリアのアッシュールバニパル（在位：紀元前668年 - 紀元前627年頃）と同盟を結んだ可能性もあるが、紀元前640年頃にキンメリア軍はアッシリア軍に敗れ、ドゥグダッメもキリキア地方で死んだとストラボンは記す（上記）。

### キンメリア人の終焉
紀元前7世紀の終わり頃、キンメリア軍はリュディアの王アリュアッテス（在位：前610年頃 - 前560年頃）に敗れ、その姿をほぼ消した。

## 考古学におけるキンメリア人
スキタイ時代が始まる前、南ロシア草原には地下横穴墓（カタコンブナヤ）文化と、木槨墓（スルブナヤ）文化という2つの大きな文化の流れがあった。両文化の年代について諸説あるが、A.M.レスコフの説によると、地下横穴墓文化は前2000年頃に黒海北岸で成立し、前1500年頃になってヴォルガ川流域で発生した木槨墓文化にとって代わったという。ある研究者は地下横穴墓文化をキンメリア人、木槨墓文化をスキタイの文化とみなすが、地下横穴墓文化が木槨墓文化に代わる前1500年とキンメリア人が小アジア（アナトリア）に現れる前8世紀とでは年代の開きがあるため確実とは言えなかった。そんな中、木槨墓文化とスキタイ文化の間に期間が短いものの、木槨墓文化より騎馬民族的な先スキタイ時代と呼ばれる文化が発見された。この先スキタイ時代は年代が諸説あるものの、チェルノゴロフカ期（前8世紀中ごろ～前7世紀初め／前900年～前750年）とノヴォチェルカッスク期（前8世紀末～前7世紀末／前750年～650年）の2つに細分される。ある研究者は先スキタイ時代をキンメリア人とスキタイのものであるとし、両民族は名前が違うが同じ民族であるとした。A.M.レスコフはチェルノゴロフカ期をキンメリア人、ノヴォチェルカッスク期をスキタイの文化とした。A.I.テレノシュキンはチェルノゴロフカ期、ノヴォチェルカッスク期ともキンメリア人の文化であるとし、先スキタイ時代をキンメリア時代と呼んだ。A.I.テレノシュキンはここで先スキタイ時代とスキタイ時代には埋めがたい溝があり、両民族はまったくの別民族であると主張した。

実際、北カフカスや黒海北岸で出土した先スキタイ時代の武器や馬具とそっくりなものが、アナトリア中部と東部の遺跡で発見されており、中でもイミルレル遺跡はキンメリア人が移住したとされるスィノプから南へわずか120キロほどの距離にある。

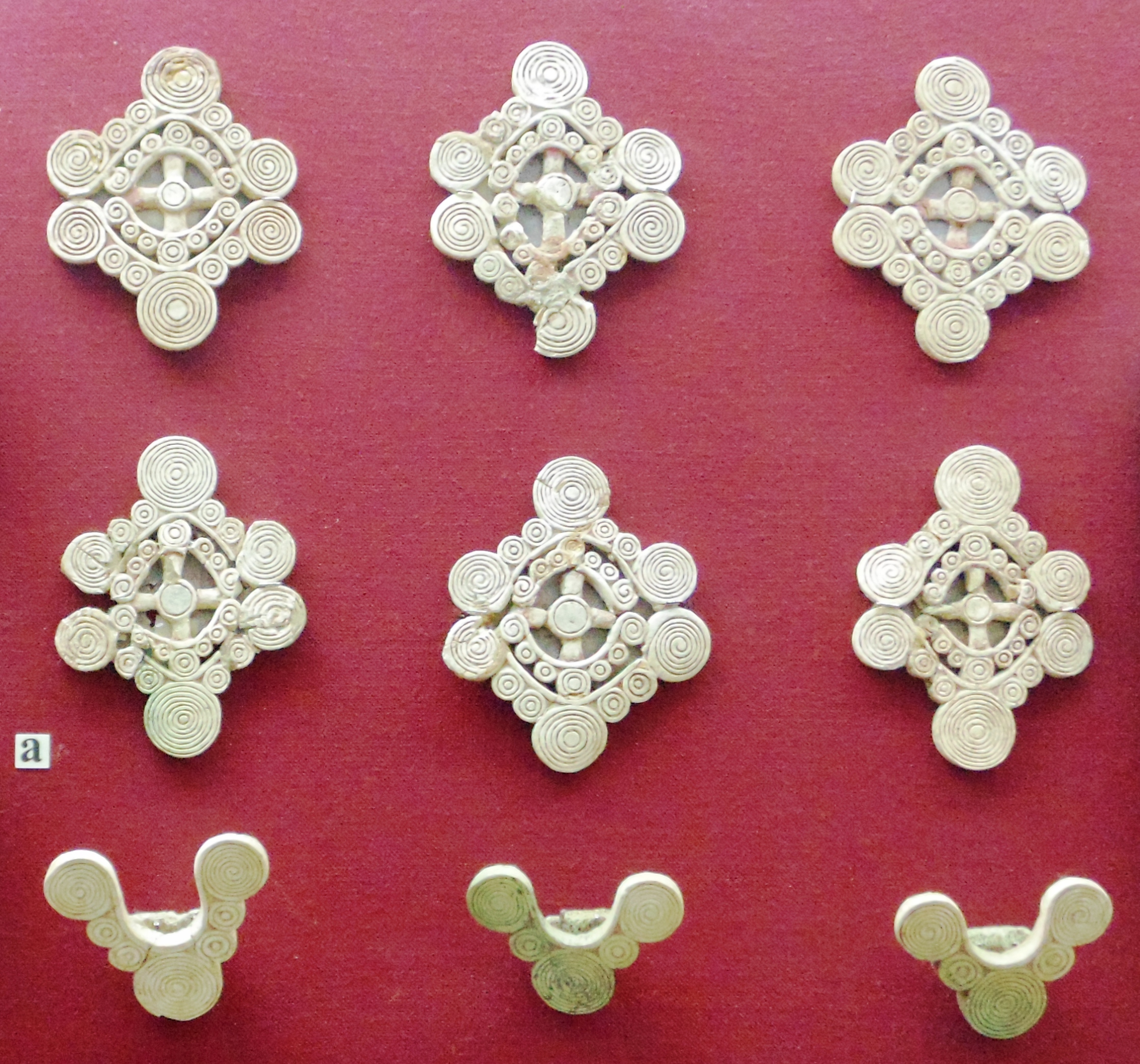
骨角器装身具
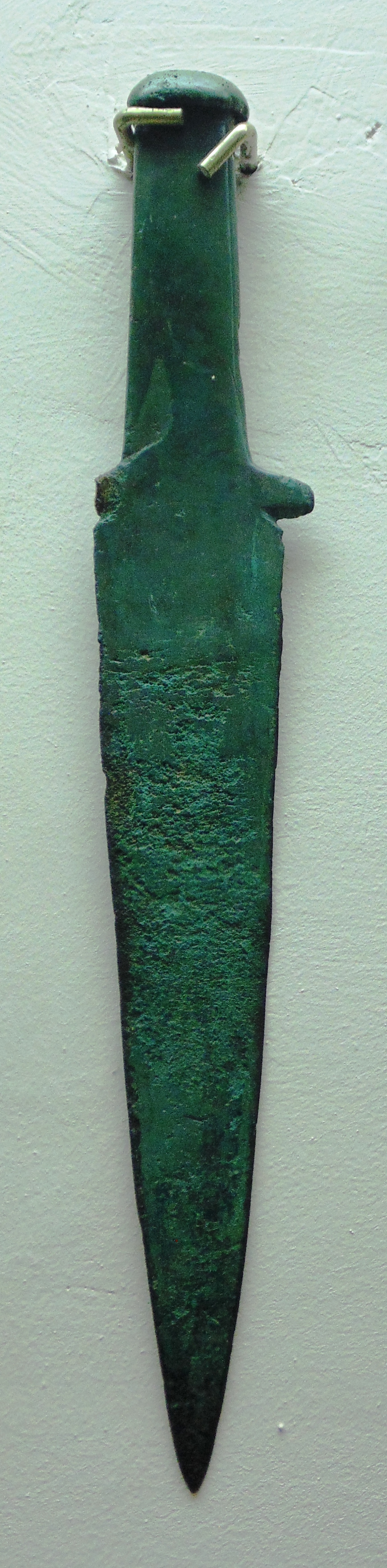
短剣
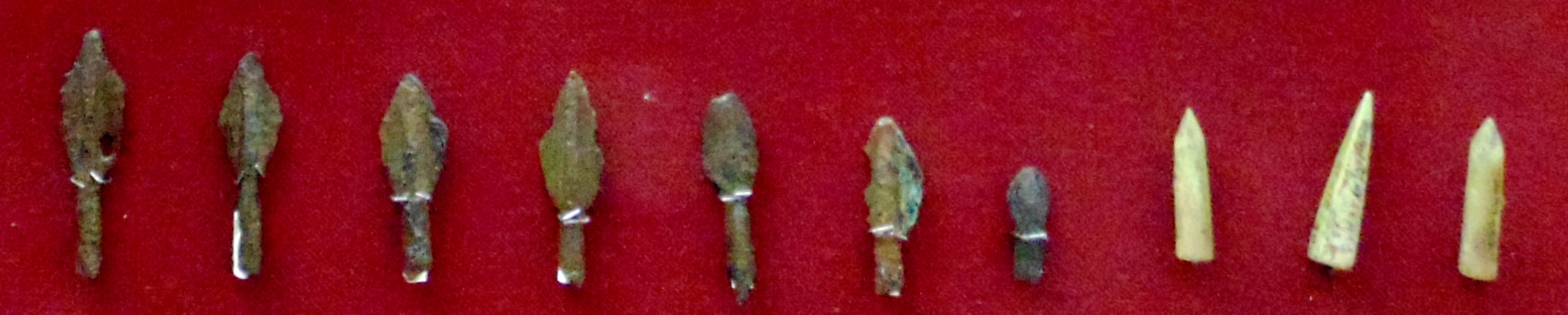
矢じり(鏃)（ウクライナ語版）
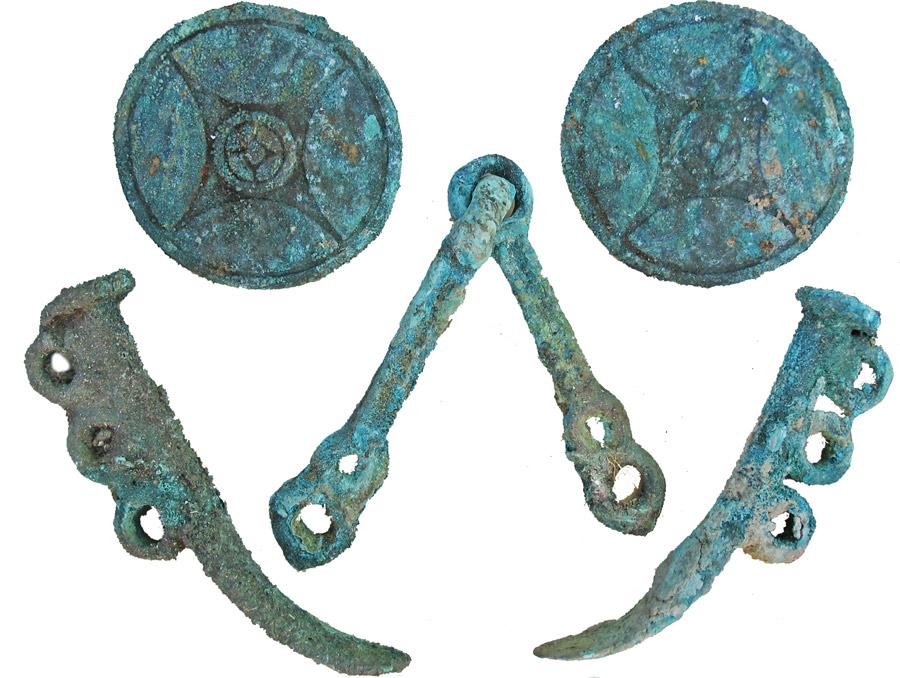
鉄器

## 「キンメリア」に関する作品
- アルチュール・ランボー『地獄の季節』

- 小説『英雄コナン』シリーズ、その小説を原作にした映画『コナン・ザ・グレート』
  - 主人公であるコナンは、キンメリア族であるという設定（コナンの舞台である"ハイボリア時代"におけるキンメリアは、遥か北方の山岳地帯で蛮族が棲む未開の地という設定）。また作者のロバート・E・ハワードは、英雄コナン執筆以前に詩『キンメリア』を作詩している。
- 火星の地形の中に、キンメリア人の海（Mare Cimmerium）という地形がある。

## 参考資料
- 松平千秋訳『世界古典文学全集 10 ヘロドトス』（筑摩書房、1988年、ISBN 4480203109）
- 護雅夫・岡田英弘『民族の世界史4 中央ユーラシアの世界』（山川出版社、1990年、ISBN 4634440407）
- ストラボン（訳：飯尾都人）『ギリシア・ローマ世界地誌Ⅰ』（龍溪書舎、1994年、ISBN 4844783777）
- 林俊雄『興亡の世界史02 スキタイと匈奴』（講談社、2007年、ISBN 9784062807029）